# Mechatroniker
Mechatroniker ist die Berufsbezeichnung eines anerkannten Ausbildungsberufs der gewerblichen Wirtschaft. Die Berufsbezeichnung ist abgeleitet von dem Kunstwort (Kofferwort) Mechatronik, das aus der Kombination von Mechanik, Elektronik und Informatik gebildet wurde und ein Zusammenwirken der Fachdisziplinen Maschinenbau, Elektrotechnik und Informationstechnik beschreibt. Der Beruf des Mechatronikers hat starke Ähnlichkeit mit dem Beruf des Elektromechanikers, dessen berufsspezifische Ausbildung in Deutschland am 1. August 2003 aufgegeben wurde. Er unterscheidet sich jedoch deutlich vom Kfz-Mechatroniker.

## Deutschland
Dieser Beruf wurde durch die Verordnung über die Berufsausbildung zum Mechatroniker/zur Mechatronikerin vom 4. März 1998 (BGBl. I S. 408) anerkannt. Seit dem 1. August 2011 ist die Mechatroniker-Ausbildungsverordnung (MechatronikerAusbV) vom 21. Juli 2011 (BGBl. I S. 1516, ber. BGBl. I S. 1888) die gesetzliche Grundlage der Berufsausbildung. Als letzte Änderung gilt die Fassung der Bekanntmachung vom 28. Juni 2018 (BGBl. 2018 I S. 1057). Darin wurden Inhalte zur fortschreitenden Digitalisierung der Arbeitswelt in den Ausbildungsinhalten ergänzt. Außerdem wurden vier Zusatzmodule aufgenommen, die am Ende der Ausbildung zusätzlich zur Abschlussprüfung abgelegt werden können. (Digitale Vernetzung, Programmierung, IT-Sicherheit, Additive Fertigungsverfahren)

### Ausbildungsinhalte
Ursprünglich wurde der Beruf für den Maschinen- und Anlagenbau konzipiert. Deshalb sind in dem Beruf Ausbildungsinhalte für den ganzheitlichen Erstellungsprozess von Maschinen und Anlagen vorgesehen:
- Vormontage der Komponenten,
- Manuelles und maschinelles Spanen, Trennen und Umformen,
- Aufstellen und Montage der Maschinen und Anlagen beim Kunden,
- Programmieren mechatronischer Systeme,
- Installieren und Testen von Hard- und Softwarekomponenten,
- Aufbauen und Prüfen von elektrischen, pneumatischen und hydraulischen Steuerungen,
- Verlegen der Versorgungsleitungen,
- Inbetriebnahme, einschließlich der Funktions- und Sicherheitsprüfungen.

In der Verordnung über die Berufsausbildung zum Mechatroniker und zur Mechatronikerin (Mechatroniker-Ausbildungsverordnung – MechatronikerAusbV) vom 21. Juli 2011 und der Änderungsbekanntmachung vom 28. Juni 2018 werden die Ausbildungsinhalte wie folgt beschrieben:
1. Berufsbildung, Arbeits- und Tarifrecht,
2. Aufbau und Organisation des Ausbildungsbetriebes,
3. Sicherheit und Gesundheitsschutz bei der Arbeit,
4. Umweltschutz,
5. Digitalisierung der Arbeit, Datenschutz und Informationssicherheit, [2018 ergänzt]
6. Betriebliche und technische Kommunikation,
7. Planen und Steuern von Arbeitsabläufen, Kontrollieren und Beurteilen der Arbeitsergebnisse,
8. Qualitätsmanagement,
9. Prüfen, Anreißen und Kennzeichnen,
10. Manuelles und maschinelles Spanen, Trennen und Umformen,
11. Fügen,
12. Installieren elektrischer Baugruppen und Komponenten,
13. Messen und Prüfen elektrischer Größen,
14. Installieren und Testen von Hard- und Softwarekomponenten,
15. Aufbauen und Prüfen von Steuerungen,
16. Programmieren mechatronischer Systeme,
17. Zusammenbauen von Baugruppen und Komponenten zu Maschinen und Systemen,
18. Montieren und Demontieren von Maschinen, Systemen und Anlagen; Transportieren und Sichern,
19. Prüfen und Einstellen von Funktionen an mechatronischen Systemen,
20. Inbetriebnehmen und Bedienen mechatronischer Systeme,
21. Instandhalten mechatronischer Systeme.

### Einsatzgebiete
Der Ausbildungsberuf Mechatroniker/Mechatronikerin ist ein Querschnittsberuf, der in unterschiedlichen Wirtschaftszweigen ausgebildet und eingesetzt werden kann:
- Maschinen- und Anlagenbau
- Automobilbau und Zulieferbetriebe
- Elektroindustrie
- Stahlindustrie
- Handwerk
- Eisenbahnverkehrsunternehmen

### Allgemeines
Mechatroniker sind Elektrofachkräfte und Metallfachkräfte, d. h., sie werden so ausgebildet, dass sie selbstständig an elektrischen und mechanischen Anlagen arbeiten dürfen.
Qualifikationen der Metallbearbeitung und Elektrotechnik sind ebenso erforderlich wie die Grundlagen der Hydraulik, der Pneumatik und der Steuerungstechnik. Messen, Prüfen und Programmieren von Komponenten stehen mit auf dem Plan der 3½-jährigen Ausbildung (diese kann auf 3 Jahre verkürzt werden).
Mechatroniker sind in der Montage, Inbetriebnahme und Wartung mechatronischer Systeme von komplexen Maschinen, Anlagen und Systemen tätig. Diese Tätigkeiten werden an unterschiedlichen Einsatzorten ausgeübt, auf Montagebaustellen, in Maschinenhallen oder in Werkstätten und Betrieben des Werkzeugbaus und des Sondermaschinenbaus. Der Umgang mit Steuerungs- und Regelungstechnik ist ein zentraler Zweig der Arbeit eines Mechatronikers. Er muss in der Lage sein, eine Speicherprogrammierbare Steuerung zu installieren. Hierzu gehört auch der korrekte Umgang mit verschiedenen Feldbus-Systemen.
Da das Ausbildungsspektrum sehr breit gefächert ist, können erhebliche Unterschiede bei der Schwerpunktsetzung in der betrieblichen Ausbildung festgestellt werden. So wird in manchen Unternehmen die Ausbildung stark am Elektroniker orientiert und nur durch grundlegende mechanische Fertigkeiten ergänzt, aber auch eine gegenteilige Spezialisierung kann vorkommen. Der Grund hierfür liegt in den unterschiedlichen Aufgaben, die der Mechatroniker im jeweiligen Betrieb übernehmen soll. Beispielsweise kann er in der mechanischen Instandhaltung oder auch als elektronischer Instandhalter eingesetzt werden.
Mechatroniker galt 2015 in Deutschland als Mangelberuf für Facharbeiter und steht auf der Positivliste für ausländische Facharbeiter aus Nicht-EU-Staaten.
In der DDR entsprach die Ausbildung zum Facharbeiter für BMSR-Technik nach dem damaligen Stand der Technik der eines heutigen Mechatronikers.
Gemäß dem Ausbildungsreport 2017 des DGB bewerteten die Auszubildenden zum Mechatroniker bzw. zur Mechatronikerin ihre Ausbildung am besten. Die durchschnittliche Ausbildungsvergütung wird mit 1027 € angegeben, die Chance auf eine Übernahme nach der Ausbildung mit 47,5 %.

## Österreich
In Österreich kann der Lehrberuf Mechatroniker als duale Ausbildung absolviert werden und umfasst eine Ausbildungszeit von 3,5 Jahren.
Neben dem zweijährigen Grundmodul Mechatronik umfasst die Lehre auch eine 1,5-jährige Vertiefung in einem der 6 optional zu wählenden Hauptmodule:
- Automatisierungstechnik
- Elektromaschinentechnik
- Fertigungstechnik
- IT-, Digitalsystem- und Netzwerktechnik
- Alternative Antriebstechnik
- Medizingerätetechnik[6]

Beispiel
Der Mechatroniker für Elektronik, Büro- und EDV-Systemtechnik hat nach positivem Abschluss der Prüfung Kenntnisse und Fähigkeiten für:
1. Aufstellung und Inbetriebsetzung von mechanischen, elektromechanischen, elektrischen und elektronischen Maschinen, Anlagen und Geräten der Büro- und Datentechnik.
2. Planung, Fertigung und Inbetriebsetzung von mechanischen, elektromechanischen, elektrischen und elektronischen Baugruppen an Maschinen, Anlagen und Geräten der Büro- und Datentechnik.
3. Planung, Herstellung, Montage, Wartung, Entstörung und Instandsetzung von elektromechanischen und elektronischen Anlagen, Geräten und Baugruppen, insbesondere der Regelungs-, Steuerungs-, Schalt-, Mess-, Prüf-, Zähl-, Signal- und Sicherungstechnik und für medizin-, labor-, gewerbe- und haushaltstechnische Zwecke.
4. Entwurf, Konstruktion, Bau, Inbetriebnahme, Entstörung, Wartung und Instandsetzung von elektrischen und elektronischen Maschinen, Transformatoren, Magnetbauteilen und Anlagen sowie Steuer- und Regelgeräten der Stromerzeugung, der Schweiß- und Antriebstechnik.

Handwerker
Gewerbetreibende der Mechatronikbranche sind in der Österreichischen Wirtschaftskammer in der Innung der Mechatroniker zusammengefasst. Ein Elektronikingenieur, der beispielsweise als Selbständiger Entwicklungstätigkeiten für Elektronik anbieten möchte und die nötige Berufspraxis nachweisen kann, wird automatisch dem Handwerk Mechatroniker zugeordnet, eine spezielle Mechatronikerausbildung ist nicht erforderlich.

### Deutschland
- Ausbildungsordnung zum Mechatroniker vom 21. Juli 2011 auf gesetze-im-internet.de, PDF-Dokument; 81 kB abgerufen am 18. Oktober 2011.
- Rahmenlehrplan zum Mechatroniker auf kmk.org, PDF-Dokument; 269 kB, abgerufen am 18. Oktober 2011.
- Ausbildungsberuf Mechatroniker Informationen vom BIBB (Bundesinstitut für Berufsbildung)
- Mechatroniker im Berufenet der Bundesagentur für Arbeit
- Mechatroniker/-in. Infos zum Beruf vom Bundesministerium für Wirtschaft und Energie.
- IchhabPower.de Berufsinformation des Verbandes der Deutschen Metall- und Elektroindustrie

### Österreich
- Informationen zum Berufsbild MechatronikerIn im Berufslexikon des Arbeitsmarktservice Österreich (AMS)
- Berufs- und Brancheninfos der Wirtschaftskammer Österreich